# José Slaby
José Slaby CSsR (* 1. März 1958 in Żeleźnikowa Wielka, Polen) ist Prälat von Esquel.

## Leben
Slaby trat der Ordensgemeinschaft der Redemptoristen bei, legte am 2. Februar 1979 die Profess ab und der Bischof von Tarnów, Jerzy Karol Ablewicz, weihte ihn am 17. Juni 1984 zum Priester.
Papst Benedikt XVI. ernannte ihn am 14. März 2009 zum Prälaten von Esquel. Der Apostolische Nuntius in Argentinien, Erzbischof Adriano Bernardini, spendete ihm am 8. Mai  desselben Jahres die Bischofsweihe; Mitkonsekratoren waren Virginio Domingo Bressanelli SCI, Bischof von Comodoro Rivadavia, Czesław Stanula, Bischof von Itabuna, Pedro Luis Ronchino SDB, Altbischof von Comodoro Rivadavia, und Antonio Juan Baseotto CSsR, Militärbischof von Argentinien.